# Ораш'є
О́раш'є (босн. і хорв. Orašje, серб. Орашје) — місто на північному краю Боснії і Герцеговини, на кордоні з Хорватією, центр однойменної громади та адміністративний центр Посавського кантону Федерації Боснія і Герцеговина. Розташоване на річці Сава навпроти хорватського міста Жупаня. Місто зазнало істотних руйнувань під час Боснійської війни.

## Демографія
За останнім переписом 1991 року громада (općina)  Ораш'є налічувала 28211 жителів. З них 75,27% визнавали себе хорватами, 14,96% — сербами, 6,77% — боснійцями і 2,15% — югославами. Саме місто мало 3 901 жителя, з яких 47% становили боснійці, 23% — серби, 15% — хорвати, 12% — югослави та 3% всі інші.

## Спорт
Нa території громади Ораш'є діють два футбольні клуби: хорватський ФК «Ораше» i ФК «Хайдук».